# Иван Иванов (инженер)
Вижте пояснителната страница за други личности с името Иван Иванов.
Иван Димитров Иванов е български инженер химик, лежал в затворите по време на комунистическия режим.

## Биография
Роден е на 23 март 1931 г. в село Заветно, Поповско. Завършва Висшия химико-технологически институт в София в 1957 г.
Трудовият му стаж протича главно в големите химически заводи в България – Химическия комбинат в Димитровград и Завода за сложни минирални торове в Девня. Работи също в Научно-изследовотелския институт по химическа промишленост в София и в Министерството на химическата промишленост.
През [979 г. е задържан и осъден на 5 години лишаване от свобода заради отправени остри критични бележки към установената в страната административно-командна система и лично към Тодор Живков. Прекарва 3 години в затворите в София и Стара Загора.
След изтърпяване на присъдата работи близо 7 години в завода за тягови акумулаторни батерии АЗ „Енергия“ в гр. Търговище. От 1989 г. е пенсионер.

## Книги
През този период издава книгите:
- „На кого принадлежи бъдещето?“
- „Посткаптализъм или форкомунизъм“
- „Топлинен двигател с топъл резервоар околната среда“.

### „Посткапиталзъм или форкомунизъм“
Книгата е посветена изцяло на проблема за перспективите на по-нататъшното развитие на капитализма и неговата трансформация в нов тип обществено устройство. На основата на анализа на обществено-икономическите процеси в течение на изминалото двадесето столетие се обосновава тезата, че капитализмът е навлязъл в своя най-висш стадий на развитие. Този стадий се определя като „хайкапитализъм“. След хайкапитализма следва продължителен преходен период към нов тип обществено устройство. Според автора капитализмът ще бъде сменен от комунистическо общество, а преходният период от капитализъм към комунизъм се опредля като „форкомунизъм“.

### „Топлинен двигател с топъл резервоар околната среда“
Книгата е посветена на обосноваване на теоретичната възможност за построяване на топлинен двигател, който се захранва с топлинна енергия само от околната среда и не се нуждае от друг вид гориво. По същество става дума за вечен двигател. Този двигател авторът нарича вечен двигател от трети род-ВД-3.
Разгледаните проблеми и в двете книги са силно дискусионни. По тази причина е изключително важно те да бъдат подложени на обществена и научно-техническа оценка.